# Gallus Holding
Die Gallus Holding AG mit Sitz in St. Gallen ist ein international tätiger Schweizer Hersteller von Etikettendruck- und Faltschachteldruck-Maschinen. Die Firma war bis Mitte 2014 ein Familienunternehmen im Besitz der Familie Rüesch und erwirtschaftete 2011 mit 590 Mitarbeitenden einen Umsatz von 201 Millionen Schweizer Franken. Seit August 2014 gehört das Unternehmen zur Heidelberg-Gruppe.

## Geschichte
Das Unternehmen wurde 1923 als Einzelfirma Ferdinand Rüesch, Eichmeister (Waagenfabrik und Maschinenwerkstätte) durch Ferdinand Rüesch-Baur gegründet und baute 1925 seine erste Etikettendruckmaschine. Mitte der 1950er Jahre stieg das Unternehmen in das Exportgeschäft ein und lancierte 1960 mit der Segmentstanzeinheit eine Weltneuheit.
Das mittlerweile rund 220 Mitarbeiter zählende Unternehmen wurde 1974 in eine Aktiengesellschaft umgewandelt und firmierte fortan als Gallus Ferd. Rüesch AG. 
Mit der Gründung seiner ersten Tochtergesellschaft in den Vereinigten Staaten fasste das Unternehmen 1981 auch direkt im Ausland Fuss. Diese Strategie wurde besonders in den 1990er Jahren fortgesetzt, zunächst mit der Beteiligung an der deutschen Arsoma Druckmaschinen GmbH in Langgöns und zwischen 1992 und 1996 mit der Gründung weiterer Tochtergesellschaften in Grossbritannien, Deutschland, Australien und Dänemark. 1999 beteiligte sich die Heidelberger Druckmaschinen AG mit 30 Prozent an der Gallus Gruppe. Zwischen den beiden Unternehmen bestand seither eine Kooperationspartnerschaft. Seit August 2014 gehört Gallus vollständig zur Heidelberg-Gruppe.
2006 erwarb die Gallus Gruppe die deutsche BHS Druck- und Veredelungstechnik GmbH in Weiden. Diese firmiert seit 2008 als Gallus Stanz- und Druckmaschinen GmbH und bildet als Geschäftsbereich Faltschachteldruck das zweite Standbein der Gallus Gruppe.
Im Juli 2020 verkündete Heidelberg den Verkauf von Gallus an die Schweizer Benpac Holding AG. Der Verkauf wurde im Januar 2021 abgesagt.